# Hypsipetes
Az Hypsipetes a madarak (Aves) osztályának a verébalakúak (Passeriformes) rendjéhez, ezen belül a bülbülfélék (Pycnonotidae) családjához tartozó nem.

## Rendszerezésük
A nemet Nicholas Aylward Vigors ír zoológus írta le 1831-ben, az alábbi fajok tartoznak ide:
- Hypsipetes guimarasensis
- Hypsipetes rufigularis
- Everett-bülbül (Hypsipetes everetti)
- Fülöp-szigeteki bülbül (Hypsipetes philippinus)
- Hypsipetes mindorensis
- palaszürkefejű bülbül (Hypsipetes siquijorensis)
- Orfeusz-bülbül (Hypsipetes amaurotis)
- fekete bülbül (Hypsipetes leucocephalus)
- Hypsipetes ganeesa
- Hypsipetes moheliensis
- Seychelle-szigeteki bülbül (Hypsipetes crassirostris)
- Comore-szigeteki bülbül (Hypsipetes parvirostris)
- réunioni bülbül (Hypsipetes borbonicus)
- madagaszkári bülbül (Hypsipetes madagascariensis)
- mauritiusi bülbül (Hypsipetes olivaceus)